# Floresta Nacional de Carajás
A Flona de Carajás ou Floresta Nacional de Carajás é uma área de conservação ambiental federal do Brasil localizada no sul estado do Pará. É administrada pelo Instituto Chico Mendes de Conservação da Biodiversidade (ICMBio) em parceria com a mineradora Vale.
Possui 411 948 mil hectares, criada pelo decreto 2 486-1998. Sendo permitida nesta área o manejo dos recursos naturais, a Vale possui a concessão de uso da terra e mantem o Parque Zoobotânico Vale e também um dos maiores complexo minerais do mundo, o Complexo Mineral de Carajás.

## Limites
A Floresta Nacional de Carajás limita-se, ao norte, com a Área de Proteção Ambiental do Igarapé Gelado; a noroeste com a Floresta Nacional do Tapirapé-Aquiri e a oeste, com a Terra Indígena Cateté, onde vivem os índios Xikrin. A sudoeste é delimitada pelo Rio Itacaiúnas e Terra Indígena Cateté, ao sul, constitui fronteira com propriedades rurais particulares, a sudeste limita-se com o igarapé Sossego e propriedades particulares e a leste é limitada pelo Rio Parauapebas e propriedades particulares.

## Enquadramento morfoclimático
Na região onde está inserida a Floresta Nacional de Carajás, possui duas grandes compartimentações climáticas: o Clima Equatorial Continental e o Clima Equatorial Mesotérmico de Altitude. Ao clima equatorial continental corresponde a extensa região das áreas colinosas de altitudes baixas, geomorfologicamente incluídas na classificação da Depressão Periférica do Sul do Pará. O fator altitude na Serra dos Carajás condiciona o aparecimento de um clima equatorial mesotérmico de altitude. Os valores das temperaturas médias anuais são mais baixos e as grandes oscilações do relevo identificam dois sub-tipos climáticos, com significativas diferenças de temperatura.
O sub-tipo climático das encostas é caracterizado por temperaturas médias de 25 °C a 26 °C, baixa insolação (5 a 6 horas), ventos fracos e má ventilação. As precipitações anuais estão entre 1.900 e 2.000 mm. O sub-tipo climático dos topos é caracterizado por temperaturas médias entre 23 °C e 25 °C, baixa insolação (4,5 a 5 horas), ventos moderados e boa ventilação. As precipitações anuais são elevadíssimas, entre 2.000 e 2.400 mm.
O clima da região da Floresta Nacional de Carajás, segundo a classificação de Köopen, pode ser definido no tipo "AWi" - tropical chuvoso com seca de inverno. Os parâmetros que determinam este tipo climático são: um forte período de estiagem coincidindo com o inverno do Hemisfério Sul, altos valores totais de precipitação anual e temperatura mensal sempre acima de 18 °C.
A região apresenta o período de estiagem com cinco meses consecutivos, de junho a outubro, o período chuvoso vai de dezembro a abril e dois períodos de transição: seco-chuvoso em novembro e chuvoso-seco em maio.
A Floresta Nacional de Carajás está inserida no Sistema Hidrográfico Tocantins-Araguaia. As drenagens principais são o Itacaiúnas e Parauapebas, os quais delimitam, respectivamente, a porção oeste-noroeste e a porção leste da Floresta Nacional de Carajás.
Outros igarapés de menor extensão, como: Azul, Águas Claras, Jacaré, Taboca, Sossego, Gelado, etc, integram a rede hidrográfica existente na Floresta Nacional de Carajás.
Geologicamente, a área em estudo é parte integrante da Plataforma Amazônica, caracterizada pela predominância de rochas pré-cambrianas. As rochas mais antigas da região são arqueanas (em torno de 3,0 bilhões de anos) e correspondem aos "greenstone-belts", os quais possuem ampla distribuição no sudeste do Pará. Essas rochas foram, no pretérito, extensos corpos, separados posteriormente por sucessivas intrusões graníticas e apresentam importantes mineralizações auríferas, correspondendo estratigraficamente ao Supergrupo Andorinhas.
O Supergrupo Andorinhas é sucedido na seqüência estratigráfica pelo Supergrupo Itacaiúnas, também de idade arqueana, composto de rochas metassedimentares e de seqüências paleovulcânicas. O Supergrupo Itacaiúnas é sucedido pelo Grupo Tocantins/Rio Fresco, já pertencente ao Proterozóico Inferior. Estas seqüências estão afetadas por intrusões de rochas graníticas ocorridas até o Proterozóico Médio.
Os conjuntos litológicos da região apresentam-se dobrados em estilos diferentes, falhados e metamorfisados em graus variáveis. A seqüência de rochas mais importante da Serra dos Carajás corresponde às rochas ricas em ferro, representadas por jaspilitos hematíticos, itabiríticos, metabasitos e espilitos dobrados e falhados que constituem o Grupo Grão-Pará. Uma fase orogênica dobrou as rochas deste grupo, segundo eixos em torno de N800W estabelecendo falhamentos e fraturamentos com direção N300W e N400E, cuja direção de esforço primário pode-se supor ao redor de N200E.
O sinclinório de Carajás é o principal produto desta fase orogênica, e os múltiplos eventos geológicos na região são responsáveis pelas condições que possibilitaram as ocorrências e jazidas de importantes recursos minerais hoje conhecidos nesta área, que se convencionou denominar Província Mineral de Carajás.

## Enquadramento biogeográfico
As tipologias pedológicas que predominam na Floresta Nacional de Carajás compreendem as seguintes classes de solos e suas associações: Argissolos Vermelho-Amarelo com textura argilosa; Latossolo Vermelho-Amarelo Distrófico com textura média, associado a Concreções Lateríticas; e Neossolos Distróficos com Afloramentos Rochosos.
A principal cobertura vegetal da região é a Floresta Ombrófila Aberta, com variações locais, a maioria associada a mudanças no relevo. Nas áreas escarpadas predomina a "Floresta com cipó", que se caracteriza por uma biomassa mediana, com baixa densidade, permitindo forte penetração de luz no seu interior, associada à alta incidência de cipós, formando emaranhados que dificultam o deslocamento no seu interior. Nos platôs a floresta é mais densa, dificultando a penetração de luz, e por isso o sub-bosque é bastante limpo. As áreas de mata são interrompidas por clareiras naturais onde há afloramento rochoso de ferro, chamado genericamente de "Canga". Nestas clareiras ocorre um tipo de vegetação com biomassa reduzida e de terminologia não bem definida (controversa), denominada como "Campo rupestre", "Savana metalófila" ou simplesmente "Vegetação de canga".

## Histórico

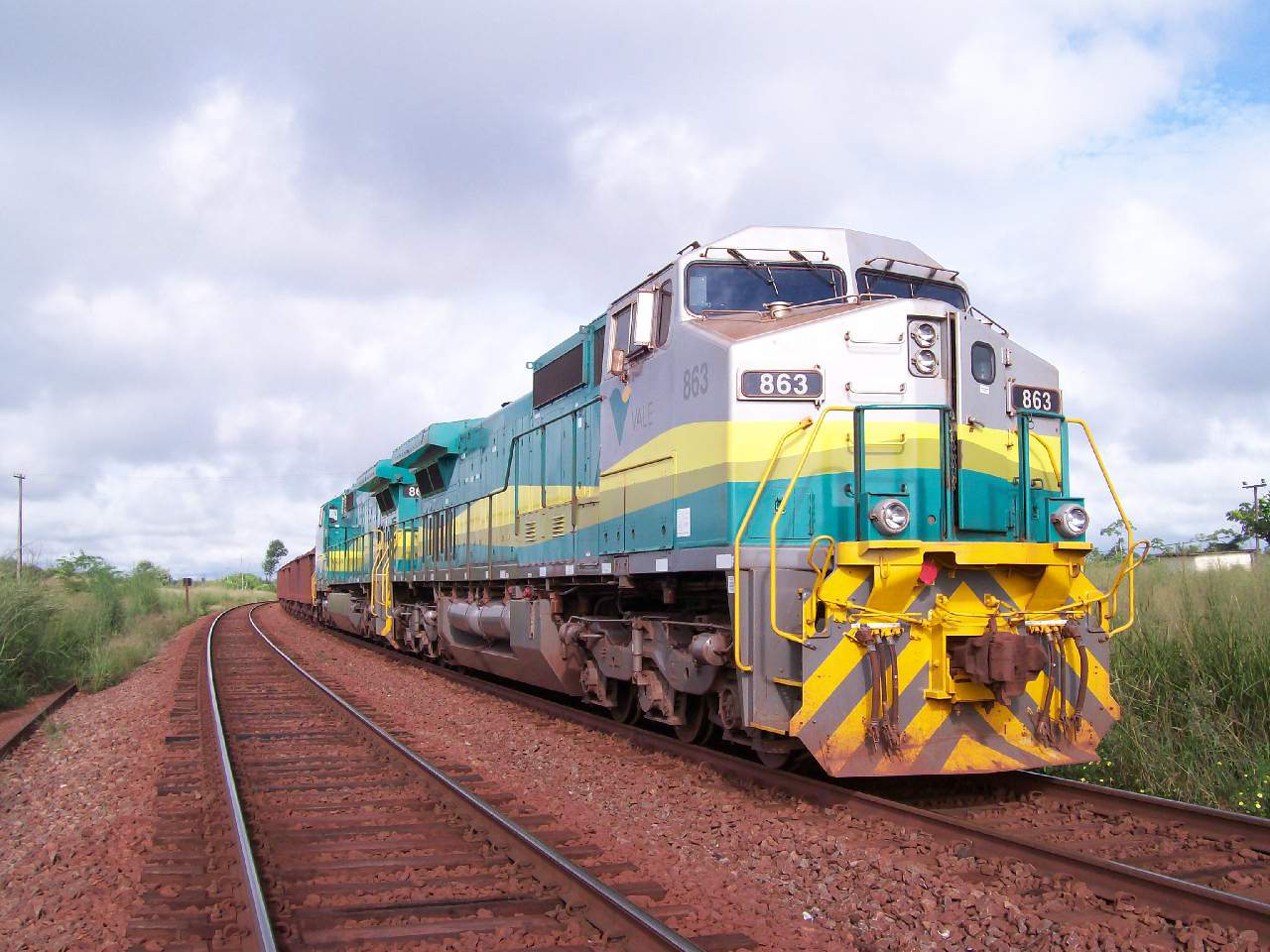
Transporte do minério de ferro à São Luis (MA)

Encontra-se inserida numa região onde se destaca um conjunto de rochas pré-cambrianas fortemente dobradas e falhadas, denominada de Serra dos Carajás. A altitude atinge 700 metros, em média, sendo os topos residuais aplainados e o relevo intensamente dissecado por vales encaixados.
A Floresta Nacional de Carajás, a Área de Proteção Ambiental do Igarapé Gelado, a Reserva Biológica do Tapirapé, a Floresta Nacional de Itacaiúnas, a Floresta Nacional do Tapirapé-Aquiri e a Terra Indígena Xikrin do Cateté formam um bloco contíguo de áreas protegidas envolvendo a Província Mineral de Carajás, conferindo-lhe as condições ideais de salvaguarda, com base na legislação aplicável às Unidades de Conservação. Sendo uma das regiões brasileiras mais ricas quanto a biodiversidade (Livro da Fauna da Floresta Nacional de Carajás), onde foram catalogadas 594 espécies de aves, 68 anfíbios, 131 répteis e 44 espécies de grandes e médios mamíferos.

## Índios Xikrin
Os índios Xikrin Kayapó ou Mebengokré Xikrin, ou seja,  “gente do buraco d’água” ou “gente da água grande”, referindo-se aos rios Tocantins e Araguaia, vivem na TI Cateté, com extensão 439.150ha, contígua às flonas Carajás, Tapirapé-Aquiri e Itacaiúnas, na região de Carajás, municípios de Parauapebas e Água Azul do Norte, Pará, Brasil, com acesso rodoviário pela PA 279 que liga Xinguara a São Felix do Xingu.
Além da autodenominação mebengokré, os Xikrin costumavam denominar-se Put Karôt, tendo o nome Xikrin surgido do modo como outro grupo kayapó, os Irã-ã-mray-re, hoje extintos, os chamavam.
Os Xikrin falam a língua Kayapó (ou Mebengokré), da família lingüística Jê, tronco lingüístico Macro-Jê.
Os Xikrin, como a maioria dos subgrupos kayapó do sudeste do Pará, apesar do acesso aos bens de consumo da sociedade envolvente, ainda preservam sua língua e cultura. Atualmente vivem em 3 aldeias: Cateté, Djudjêkô e
O-odjã, com uma população de cerca de 1.015 índios. Em 1982, nos primórdios da implantação do Projeto Ferro Carajás, a população dos Xikrin era em torno de 280 indivíduos.

## Fotos de Carajás
- Carajás em fotos